# Robert Christian Bachmann
Robert Christian Bachmann (* 15. November 1944; † 21. November 2019) war ein Schweizer Dirigent, Komponist und Verleger.

## Leben
Robert Christian Bachmann erhielt im Alter von fünf Jahren Klavierunterricht bei dem Schweizer Musiker und Komponisten Alfred Leonz Gassmann, später am Luzerner Konservatorium. Sein Dirigier- und Musikstudium absolvierte er 1968 als Meisterschüler bei Herbert Ahlendorf am Berliner Konservatorium, vormals bekannt als Stern’sches Konservatorium, und an der Musikhochschule Berlin.
Als junges Talent fiel er beim Lucerne Festival 1961/1962 Rafael Kubelík auf. Beim Concours international de jeunes chefs d’orchestre de Besançon erhielt er 1965 eine Anerkennung. Beim Festival International des Jeunes Artistes in Leysin debütierte er mit Beethovens Symphonie Nr. 8. 1966 erhielt er eine Einladung zur Assistenz bei Ljubomir Romansky am Musiktheater im Revier. 1980 gab er sein Debüt in London. Seitdem arbeitete er mit britischen Orchestern wie dem Philharmonia Orchestra, dem London Philharmonic Orchestra und dem Royal Philharmonic Orchestra (RPO), das er 1989 erstmals selbst dirigierte, zusammen. Die Zusammenarbeit mit dem RPO führte zu einer Aufführung und Einspielung aller Symphonien von Johannes Brahms und des Werks von Anton Bruckner. 1992 führte eine Einladung der Zagreber Philharmoniker zu einem «Konzert für Freiheit und Frieden für Kroatien und den Balkan». 1993 wurde Robert Christian Bachmann künstlerischer Leiter des Budapester Pfingstfestivals, wo er die Budapester Symphoniker und die Budapester Philharmoniker dirigierte. Zahlreiche Aufnahmen für CD und Fernsehen resultierten aus dieser Zusammenarbeit. 1999 arbeitete Bachmann mit dem Russischen Nationalorchester in Moskau zusammen und führte die Symphonien von Anton Bruckner auf.
Der ungarische Primas Péter Kardinal Erdő ernannte Bachmann zum Professor für Musik an der Katholischen Péter-Pázmány-Universität in Budapest. Seit 2007 war Bachmann Direktor des von ihm gegründeten St. Gellert-Instituts für Musik und Ethik an der Theologischen Hochschule Ferenc Gál am Domplatz von Szeged. Er war künstlerischer Leiter und Chefdirigent dieses an die Hochschule Ferenc Gál angegliederten Instituts und des St. Gellert-Festivals im Münster von Szeged.
Bachmann war verheiratet mit Lovice Mária Ullein-Reviczky. Sie ist die Tochter von Antal Ullein-Reviczky, der in Guerre Allemande, Paix Russe: Le Drame Hongrois die Rolle Ungarns im Zweiten Weltkrieg beschreibt. Nach der Machtübernahme in Ungarn und Enteignung durch die Kommunisten lebte Antal Ullein-Reviczky nach 1947 mit seiner Tochter in London im Exil und verstarb dort 1955.
Nach dem Fall des Eisernen Vorhangs übersiedelte Lovice Mária mit ihrem Ehemann Bachmann in die ungarische Heimat, wo durch Restitution ein 1822 erbautes klassizistisches Schloss in Kelecsény erworben und renoviert wurde. Bachmann war Präsident der Antal Ullein-Reviczky-Stiftung, die das Schloss als Gedenkstätte verwaltet, seine Frau Geschäftsführerin. Mit seinem ein Jahr jüngeren Bruder Thomas Tobias Bachmann bestand eine enge wirtschaftliche Zusammenarbeit über die Orbitex AG, Unter anderem wurde über die Orbitex AG die Renovierung der Kathedrale von Szeged ermöglicht. Die Brüder Thomas und Robert Bachmann erhielten danach durch Papst Benedikt XVI. im November 2006 den Gregoriusorden (Großkreuz-Ritter an Thomas Bachmann, Komtur an Robert Bachmann). Das St. Gellert-Institut für Musik und Ethik wurde Anfang des Jahres 2020 aufgelöst, die Website des Instituts gelöscht.
Bachmann wurde in Magyarnándor-Kelecsény beigesetzt.

## Publizistische Tätigkeit
Bachmann war seit 1973 wiederholt publizistisch als Herausgeber tätig. Eine erste kritische Publikation galt dem „Jahrhundertphänomen“ Herbert von Karajan., zehn Jahre danach eine zweiten Publikation.
Bachmanns publizistisches Interesse galt jedoch meist ausgewählten Naturlandschaften (Flüsse, Gletscher, Polargebiete). Im Jahr 1978 publizierte er das umfangreiche Werk Gletscher der Alpen, in den Folgejahren eine entsprechend erweiterte Fassung auf französisch und italienisch. Zwei daraus abgeleitete Publikationen erschienen 1983, so Gletscher der Schweiz (Glaciers de la Suisse) und 1985 Der Rhein, beide im Silva Verlag.
Ab Januar 1984 bis 1988 publizierte Bachmann in seinem Orbitex-Verlag die jährlich neu erstellten Ausgaben von The Best of Switzerland. Darin enthalten sind auch Berichte zu seinen Arktisreisen mit Wissenschaftlern der Universitäten Gießen und Karlsruhe im Rahmen des Buchprojekts Orbitex Arctic Ocean Research Project nach Alaska (1987), Axel Heiberg Island und Ward Hunt Island (1988), Spitzbergen (1989) und zum Nordpol (1990). 1989 wurde die Reihe „Best of Switzerland“ von Orbitex verkauft. Ab 1990 widmete sich Bachmann nach seinem Umzug nach Ungarn primär seiner musikalischen Tätigkeit als Komponist und Dirigent.
Beeindruckt durch die einzigartige Stille am Nordpol und danach einem mehrtägigen Schneesturm entstanden die Komposition Rotation 90°N und andere Arbeiten, die Bachmann über sein Musiklabel ARVA classics veröffentlichte.
Nach 1990 erhielt Bachmann in Australien Kontakt zur Kultur der Aborigines und deren Musik. Dadurch angeregt komponierte er das Werk ULURU, das auch in „ARVA classics“ erschien. Die Aufführungen seiner Kompositionen ULURU und Rotation 90°N waren oft sehr aufwendig. Eine wesentliche Förderung erhielten sie bis zum Ableben von Bachmann durch die Unterstützung der von Thomas Bachmann geleiteten Orbitex AG.

## Ehrungen und Auszeichnungen
- Orden des heiligen Gregor des Großen (Komtur) durch Papst Benedikt XVI. für «seine Arbeit, christliche Verständnisse und Werte auf dem Gebiet der Kultur zu verbreiten, und für seinen Beitrag zur Förderung der Harmonie zwischen Nationen und Völkern sowie für seine Wirksamkeit zur Förderung von interkultureller Verständigung». (2006)
- Pro Cultura Hungarica für «Förderung der Werte der ungarischen Kultur im Ausland sowie die Bereicherung der kulturellen Beziehungen zwischen der ungarischen Nation und anderen Ländern» (2011)
- Ungarischer Verdienstorden (Offizier) durch den ungarischen Präsidenten János Áder für «seine unschätzbaren Verdienste um die Förderung der kulturellen Beziehungen zwischen Ungarn und anderen Nationen und um die Unterstützung der ungarischen Kultur» (2012)